# 1998 HJ133
1998 HJ133 är en asteroid i huvudbältet som upptäcktes den 19 april 1998 av LINEAR i Socorro County, New Mexico.
Asteroiden har en diameter på ungefär 4 kilometer.